# Lotus Flower
"Lotus Flower" là ca khúc của ban nhạc rock người Anh Radiohead, được họ phát hành trong album The King of Limbs (2011). Ca khúc được trình bày qua giọng falsetto của Thom Yorke theo chuẩn nhịp điện tử với phần bass được chỉnh qua synthesizer. Video âm nhạc của ca khúc này là màn nhảy kỳ quái của Yorke, thu hút hàng triệu lượt view và không lâu sau đó trở thành một meme trên các trang mạng xã hội.
Cho dù không được phát hành dưới dạng đĩa đơn, "Lotus Flower" vẫn xuất hiện trong các bảng xếp hạng UK Singles Chart, Alternative Songs, và Japan Hot 100. Đánh giá chuyên môn dành cho ca khúc là rất tích cực, giúp ban nhạc trực tiếp có được 3 đề cử Grammy cho "Trình diễn rock xuất sắc nhất", "Bài hát rock hay nhất" và "Video âm nhạc xuất sắc nhất" tại Giải Grammy lần thứ 54.

## Danh sách ca khúc
| Bản quảng bá CD-R | Bản quảng bá CD-R             | Bản quảng bá CD-R |
| STT               | Nhan đề                       | Thời lượng        |
| ----------------- | ----------------------------- | ----------------- |
| 1.                | "Lotus Flower" (Ấn bản radio) |                   |
| 2.                | "Lotus Flower" (Ấn bản album) |                   |

## Xếp hạng
| Bảng xếp hạng (2011)                       | Vị trí cao nhất |
| ------------------------------------------ | --------------- |
| Bỉ (Ultratip Flanders)                     | 15              |
| Bỉ (Ultratip Wallonia)                     | 16              |
| Nhật Bản (Japan Hot 100)                   | 53              |
| UK Singles Chart (Official Charts Company) | 165             |
| Hoa Kỳ Adult Alternative Songs (Billboard) | 20              |
| Hoa Kỳ Alternative Songs (Billboard)       | 33              |
| Hoa Kỳ Hot Rock Songs (Billboard)          | 41              |